# 鉅能化油
鉅能化油有限公司，簡稱鉅能化油（英語：CHEMOIL ENERGY LIMITED，SGX：AV5），在1981年在香港成立，現時主要業務為全球海事燃油产品综合实体供应商。現時由英國和香港上市公司，瑞士註冊的，嘉能可國際股份有限公司旗下。
主席為Clyde Michael Bandy，而总裁為Tom Reilly。總部位於12/F, The Lee Gardens 33 Hysan Avenue Causeway Bay Hong Kong（香港銅鑼灣希慎道33號利園一期12樓）。股份在2006年12月14日於新加坡交易所主板上市。招股價為0.55美元，發售股份為224,803,000股，集資額為124,000,000美元。
而在2009年12月，嘉能可以4億5千萬美元，以每股0.3552美元收購，也就是51%股權，到了2012年2月，再增至89%股權。

## 連結
- Chemoil.com （页面存档备份，存于）